# نيل سويني
نيل سويني (بالإنجليزية: Neil Sweeney)‏ هو لاعب دوري الرغبي أسترالي، ولد في 9 مارس 1977 في نيوكاسل في أستراليا.